# Ernst Grönwall
Ernst Grönwall, född 11 maj 1906 i Näsby församling, död 20 april 1996 i Hedvig Eleonora församling, var en svensk arkitekt. Han var far till inredningsarkitekten Anika Reuterswärd.

## Liv och verk
Grönwall utbildades till arkitekt vid Kungliga Tekniska högskolan med examen 1936 och hade sedan egen verksamhet i Stockholm. Han ritade ett flertal bostads- och kontorshus bland annat på Östermalm (Brf Knallhatten), på Kungsholmen (Brf Jordgubben), i Solna, Edsberg i Sollentuna (Brf Solhjulet), Farsta strand och Bagarmossen.
Grönwall har även ritat en rad offentliga byggnader såsom biografer som Draken på Kungsholmen och Maximteatern och Esplanad på Östermalm. Till hans kyrkoarkitektur räknas Seljansborgs kyrka i Sandviken.
Bland de riktigt stora projekten finns kommundelen Östra Edsberg. På direkt uppdrag av en bostadsrättsförening ritade Grönwall ett helt bostadsområde med 700 bostadslägenheter som byggdes 1961–1963 av Skånska Cementgjuteriet. Området visar Grönwalls mångsidighet då hans uppdrag omfattade allt från stadsplan till detaljer som köksinledning och ytterportarnas utformning. Fastighetsägaren var år 2009 den ena av två finalnominerade till Svenska Byggnadsvårdsföreningens utmärkelse "Årets byggnadsvårdare".
En av Grönwalls kollegor var Curt Strehlenert, som han arbetade ihop med under flera projekt, bland annat i Aspudden och Vinterviken.
Ernst Grönwall är begravd på Norra begravningsplatsen utanför Stockholm.

## Verk i urval

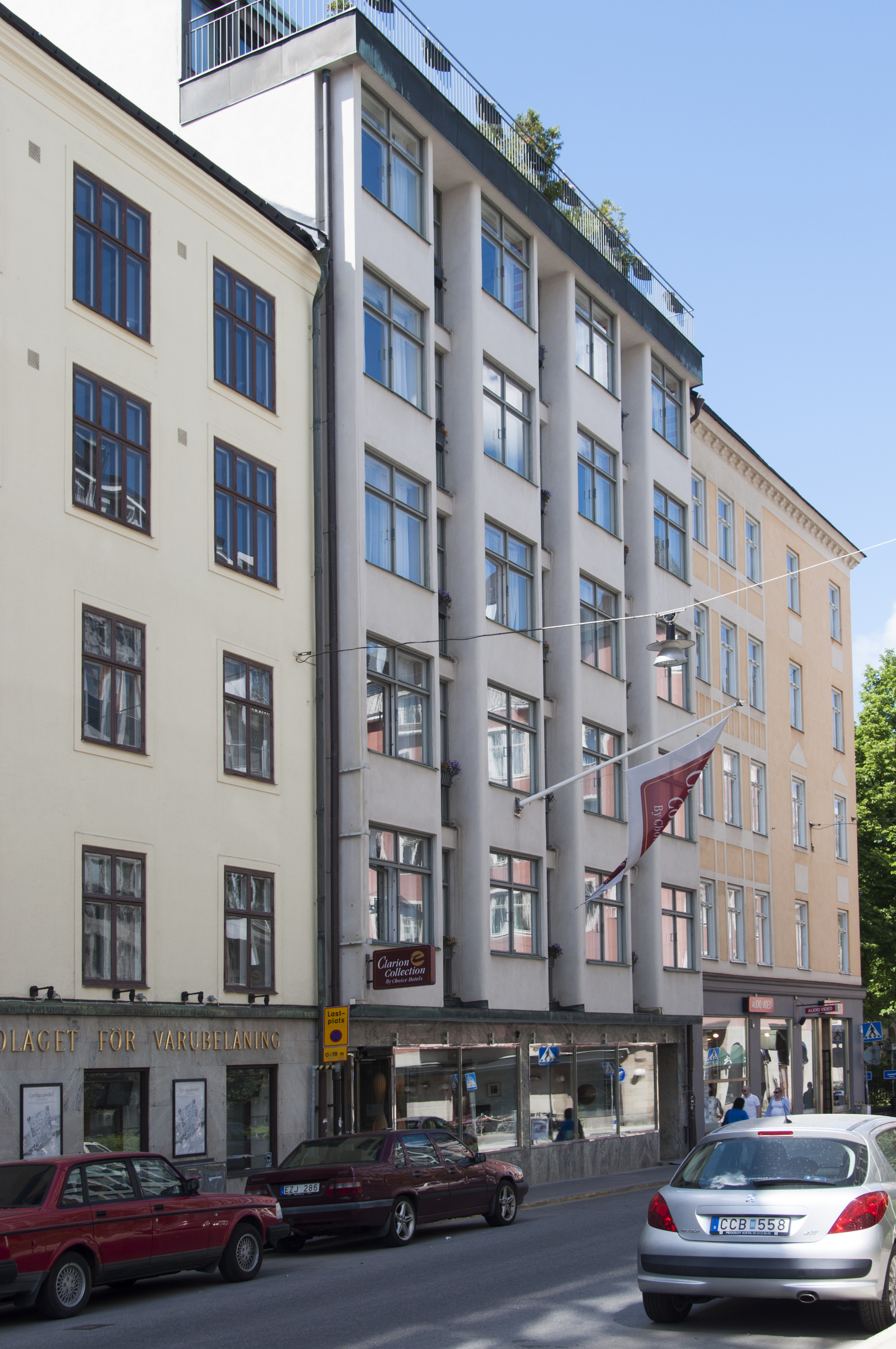
Storgatan 6, 1938–1939.

- Biografen Victoria, Stockholm 1936
- Verkstadsklubben 39, Askrikegatan 13, Stockholm 1937 [6]
- Polhemsgatan 36, Stockholm 1936–1938
- Olof Palmes gata 12 (dåvarande Tunnelgatan 12), Stockholm, 1938
- Askrikegatan 1, Stockholm 1938 [4]
- Havssvalget 15, Storgatan 6, Stockholm. 1938–1939 [7]
- Drottningholmsvägen 25-29, bostadsfastighet med kontor och f d Biograf Draken 1938–1939 Här finns en journalfilm där arkitekten Grönwall berättar om Drakens biografbygge
- Karlavägen 52-54, f d Biograf Esplanad, Stockholm 1941–1942
- Guldfisken 3, Linnégatan 21 och Nybrogatan 51, bostadshus 1944–1946
- Maximteatern, Karlaplan 4, Stockholm 1945–1946
- Stiftelsen Konung Oscar I:s Minne, äldreboende, 1952
- Neptunus 31, Storgatan 27, kontorshus 1953–1957
- Punkthus i kvarteren Kontot och Tabulatorn på Håsjögränd och Multrågatan i Råcksta, 1957.
- Radhusbebyggelse på Fannydalsplatån, Nacka kommun, 1958
- Bagartorp, Solna, 1960–1964
- Älgen 24, Brahegatan 45-49, Östermalm, 1962–1965.
- Ekholmsvägen och Äspholmsvägen, Skärholmen, skivhus, 1967–1968.
- Byälvsvägen, Bagarmossen, lamellhus och loftgångshus, 1967–1969
- Husen i bostadsrättsföreningen Solhjulet, Ribbings väg och Kruthornsvägen, Sollentuna, 1959–1963.[8]

## Bilder, verk i urval

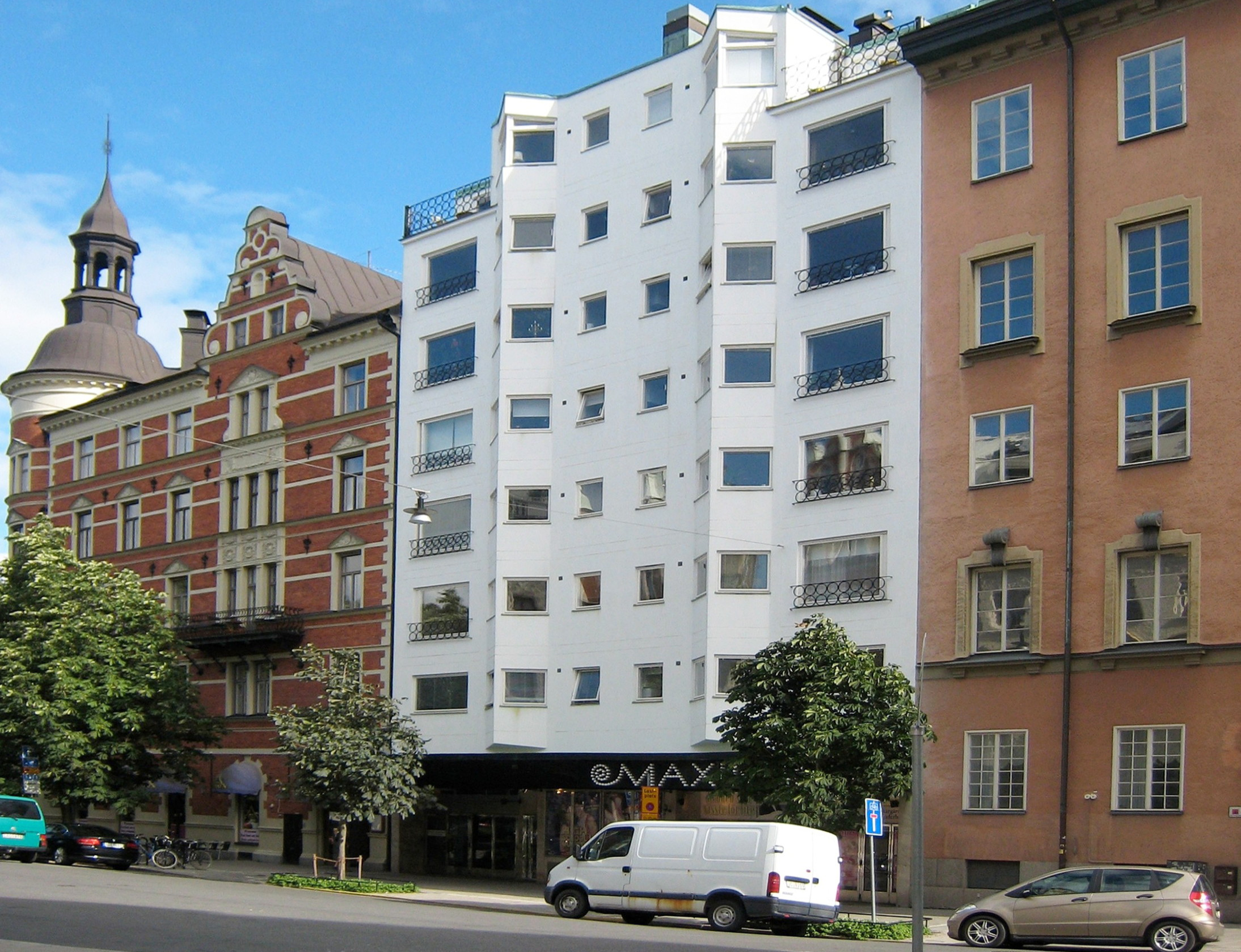
Maximteatern, 1945–1946
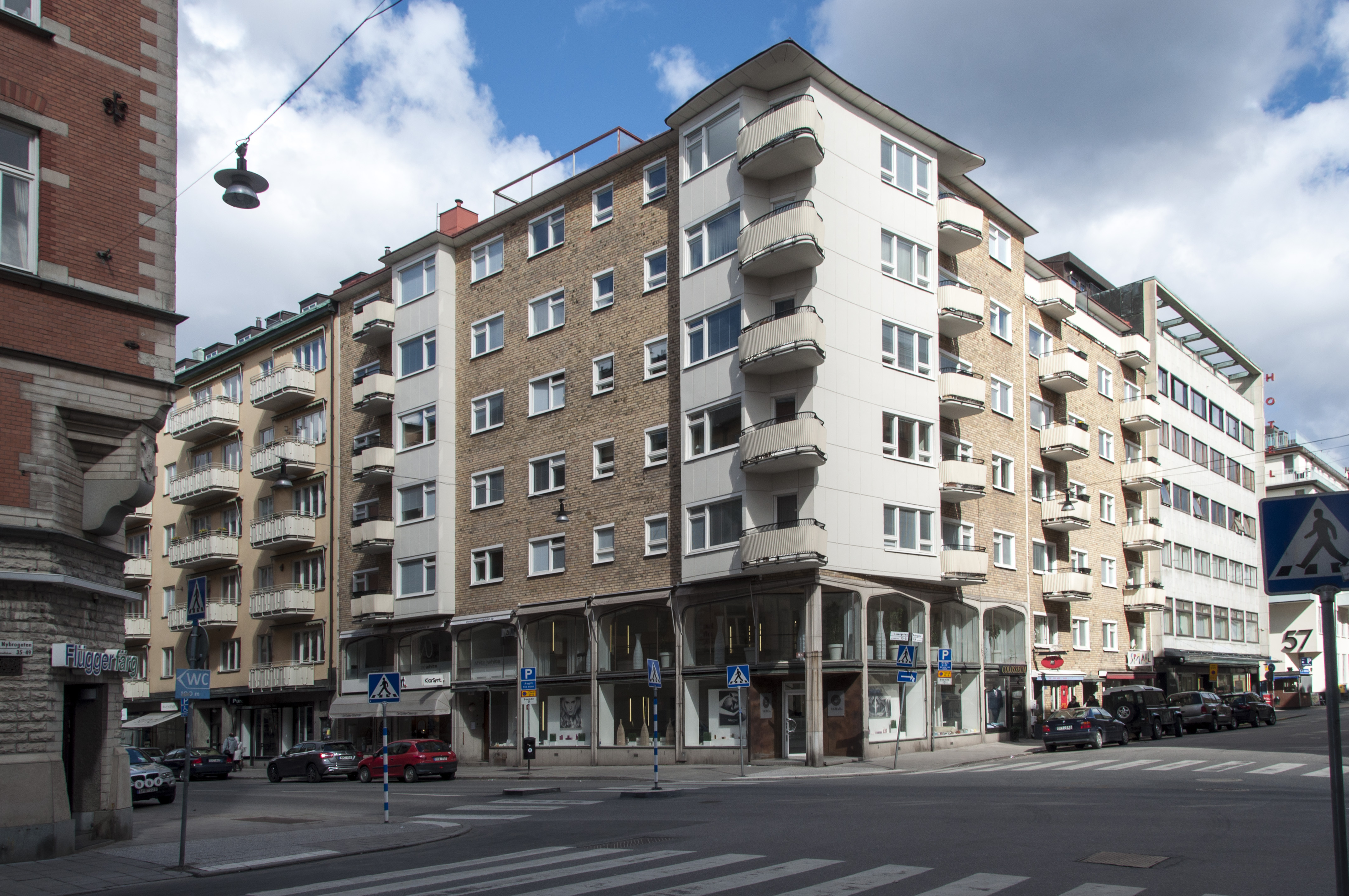
Guldfisken 3, 1944–1946
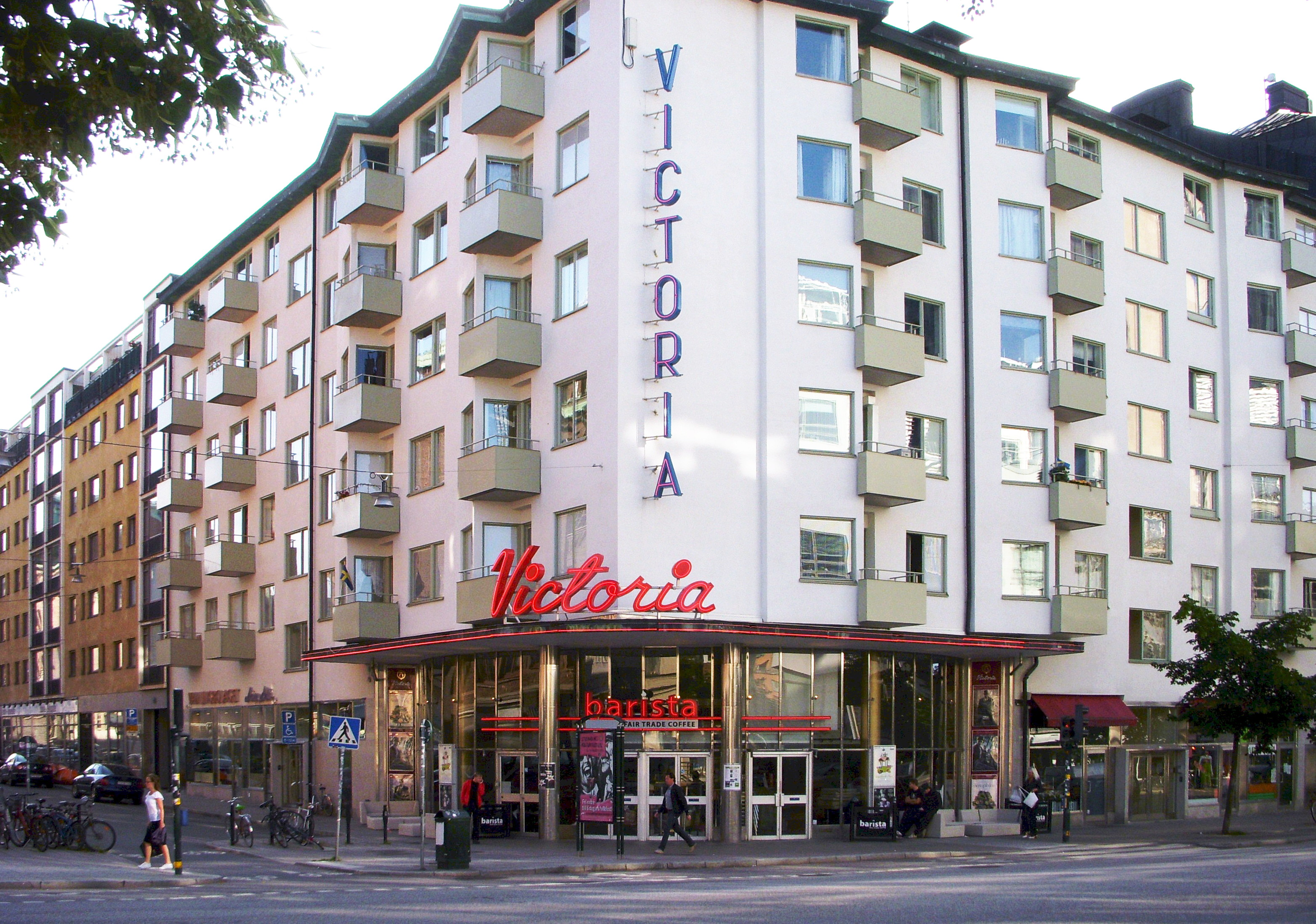
Biograf Victoria, 1936
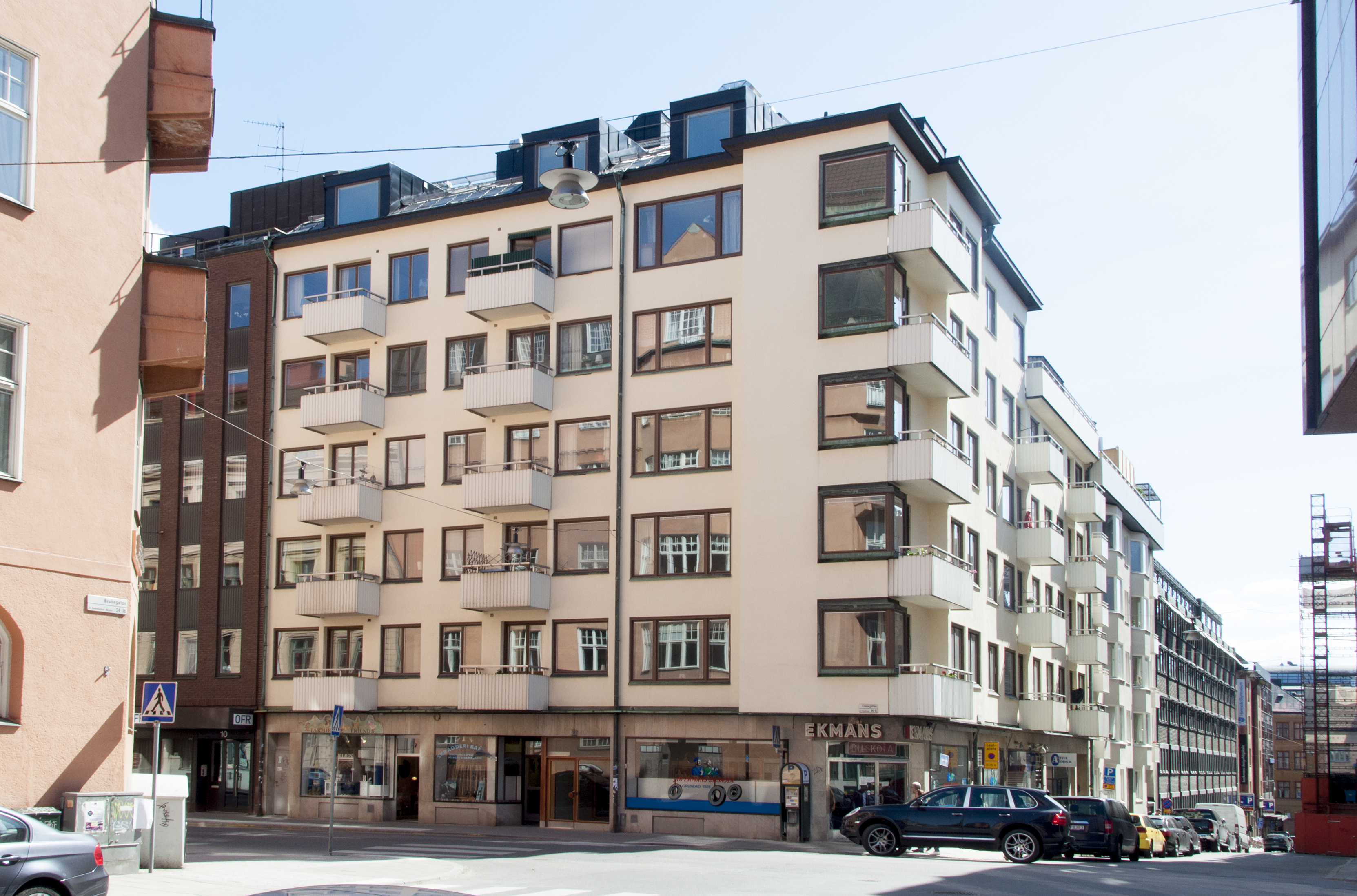
Skvalberget 25, 1939
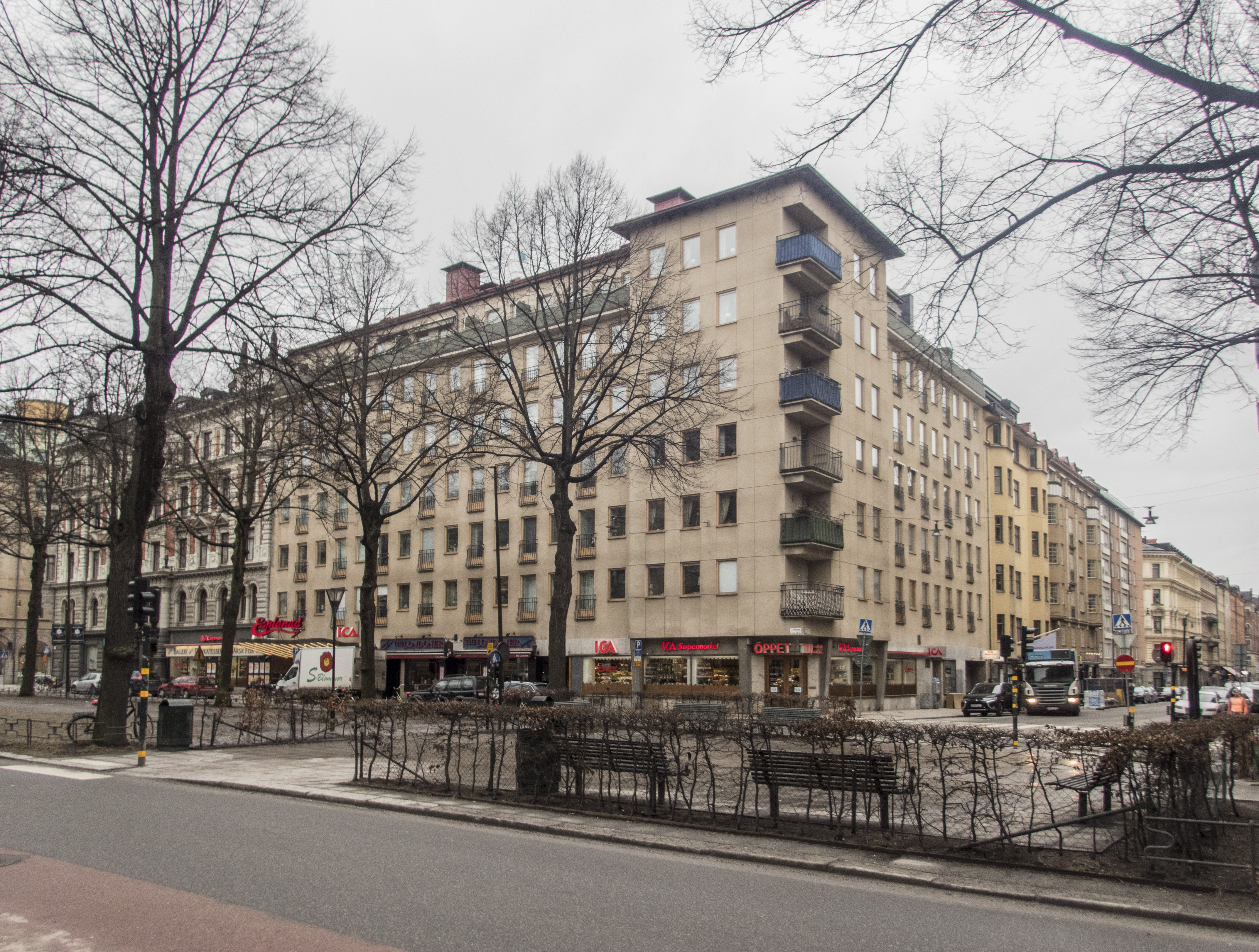
Biograf Esplanad, 1942
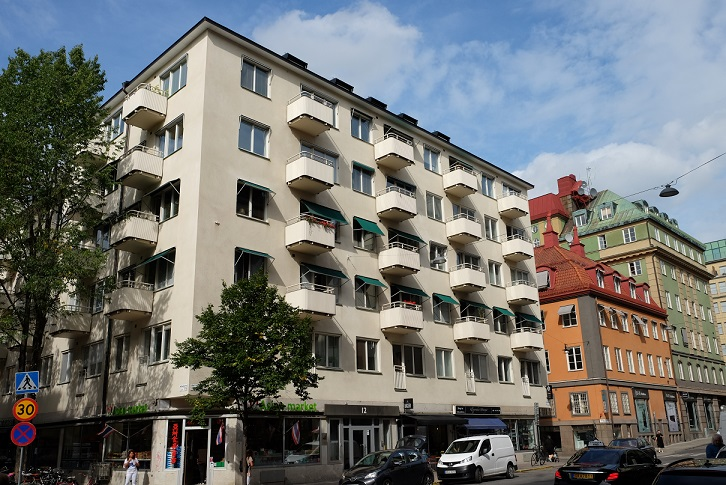
Tranhalsen 9, 1938